# Bougara (Tiaret)
Bougara (în arabă بوقرة) este o comună din provincia Tiaret, Algeria.
Populația comunei este de 7.047 de locuitori (2008).